# Zsitvatő
Zsitvatő, régen Zsitvatorok (szlovákul Žitava vagy Žitavská Tôň) Dunaradvány településrésze Szlovákiában, a Nyitrai kerület Komáromi járásában.

## Fekvése
Komáromtól 16 km-re keletre, a Duna bal partján fekszik.

## Nevének eredete
Nevét arról kapta, hogy régen itt ömlött a Zsitva-folyó a Dunába. Folyószabályozás miatt azonban ma a Zsitva a Nyitrába ömlik, mielőtt eléri a Dunát, tehát a mostani torkolat nem azonos a 17. századi helyszínnel.

## Története
Zsitvatő középkori eredetű magyar település volt, mely a 16. században pusztult el, később tanyaként éledt újjá. 1075-ben „Sitouto” alakban említik először, amikor I. Géza király 11 itteni házat ad a garamszentbenedeki apátságnak. 1158-tól 1527-ig átkelőhelye és vámja a nyitrai püspökségé volt. Ezután az esztergomi érsekség birtokolta. 1496-ban II. Ulászló minden királyi adó alól felmenti a zsitvatői hajósokat.
Egy európai jelentőségű esemény fűződik ehhez a helyszínhez. 1606. november 11-én itt kötötte meg a császár és I. Ahmed oszmán szultán a tizenöt éves háborút lezáró zsitvatoroki békét Bocskai István közvetítésével. A helyi szájhagyomány szerint a békét egy öreg tölgy alatt kötötték meg, amely még 1940-ben is állt. A középkori falu a török háborúkban a 16. század második felében pusztult el, templomának romjai még a 19. század végén is láthatók voltak. A helyén létesített tanya a 19. században a Pálffy családé volt.
Fényes Elek Komárom vármegye leírása című művében (1848) a következőket írja Zsitvatőről: „Zsitvatő, puszta, fekszik a Duna mellett, hol a Zsitva folyam a Dunába szakad, 9 katholikus, 71 református lakossal, kik 12 zsellér- házban lakván, 90 hold szántóföldet, 100 kapás szőlőt mívelnek; ebből dézmát adnak, a szántóföldtől a zsitvai hídtól és vendégfogadótól pedig 500 pftot fizetned. Az 1847-ik évi augustusi tűzveszély által csak 2 ház maradt épen. Földesura herczeg Pálffy Antal. Nevezetessé teszi e helyet a zsitvatoroki békekötés, melly 1606-ban II. Rudolf és Mahomed közt köttetett; aláírása: Dátum in castris inter Danubium el fluvium Sitva positis, in festo sancti Martini, Anno Domini millesimo sexingentesimo sexto.” 
Komárom vármegye monográfiája szerint „Zsitvatő szintén az őskorban megült helyek közé tartozik, mert határában számos bronzkori lelet kerül elő. Már 1075-ben a garamszentbenedeki apátság itt 11 halászt kap házastul együtt. Ebben az oklevélben Sitoutui alakban van a neve feljegyezve. 1158-ban már vámos hely, melynek jövedelme a nyitrai püspököt illeti. 1373-ban révje is említve van. 1291-ben possessio Sytuatw, 1373-ban pedig Portus de Sytwathew alakban van említve. Hajdani templomának romjai a zsitvatői temető és a radványi felső malomrév között, a Duna partján még a közel multban láthatók voltak, köveit azonban széthordták. A török világban elpusztulván, nem támadt fel többé. Történelmi nevezetességet kölcsönöz e pusztának, hogy 1606-ban itt kötötte meg II. Rudolf a török szultánnal az innen elnevezett zsitvatoroki békét. A béketárgyalások helyéül a hagyomány egy régi tölgyfát jelölt meg, mely még ma is fennáll, és habár körülötte az erdőt már több ízben írtották, ezt a fát a kegyelet maiglan fentartotta.”
A terület Trianon előtt Komárom vármegye Udvardi járásához tartozott. Emlékművét 2006-ban, a béke 400. évfordulójára avatták fel.

## Képtár

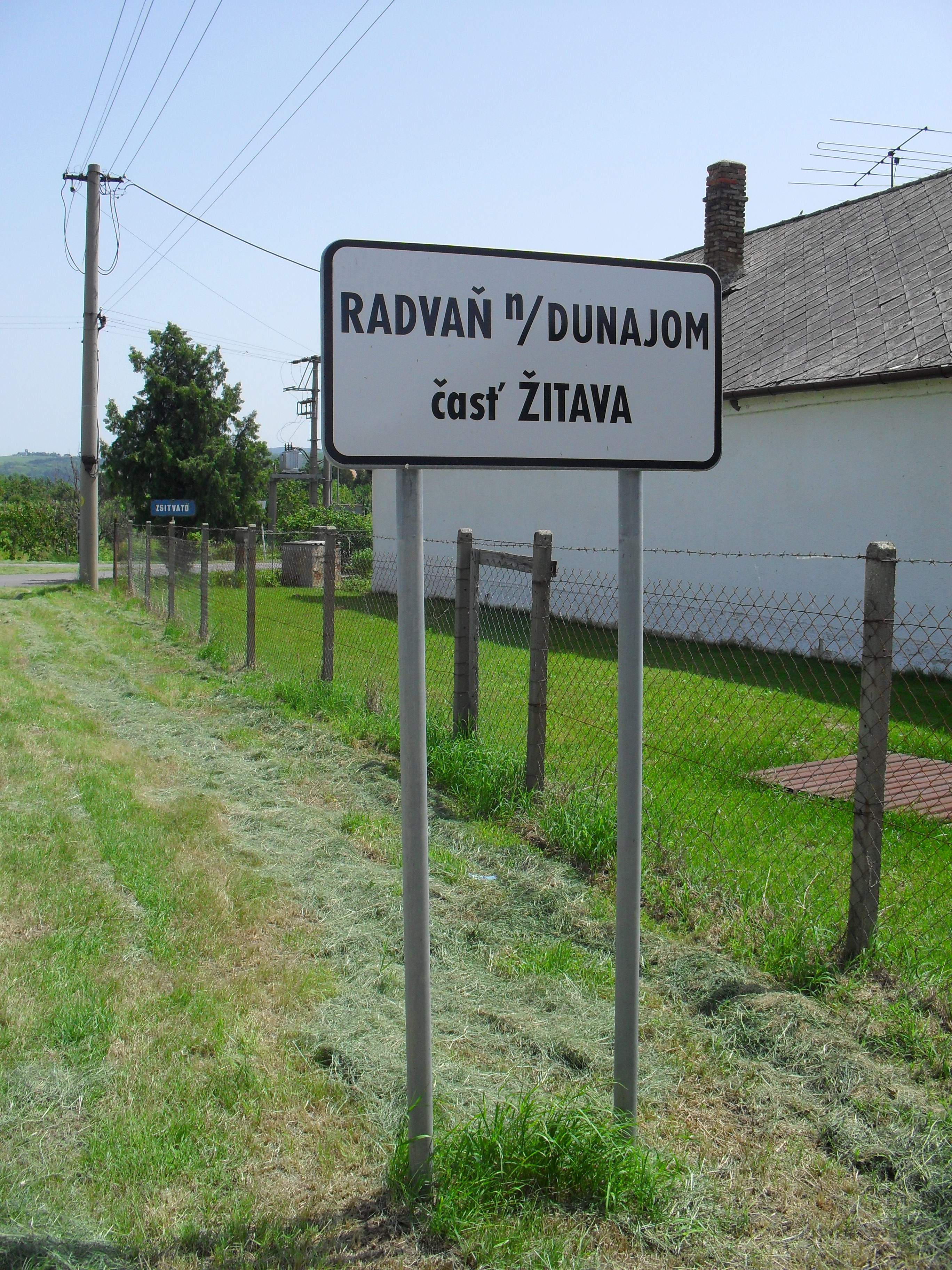
Helységnévtábla
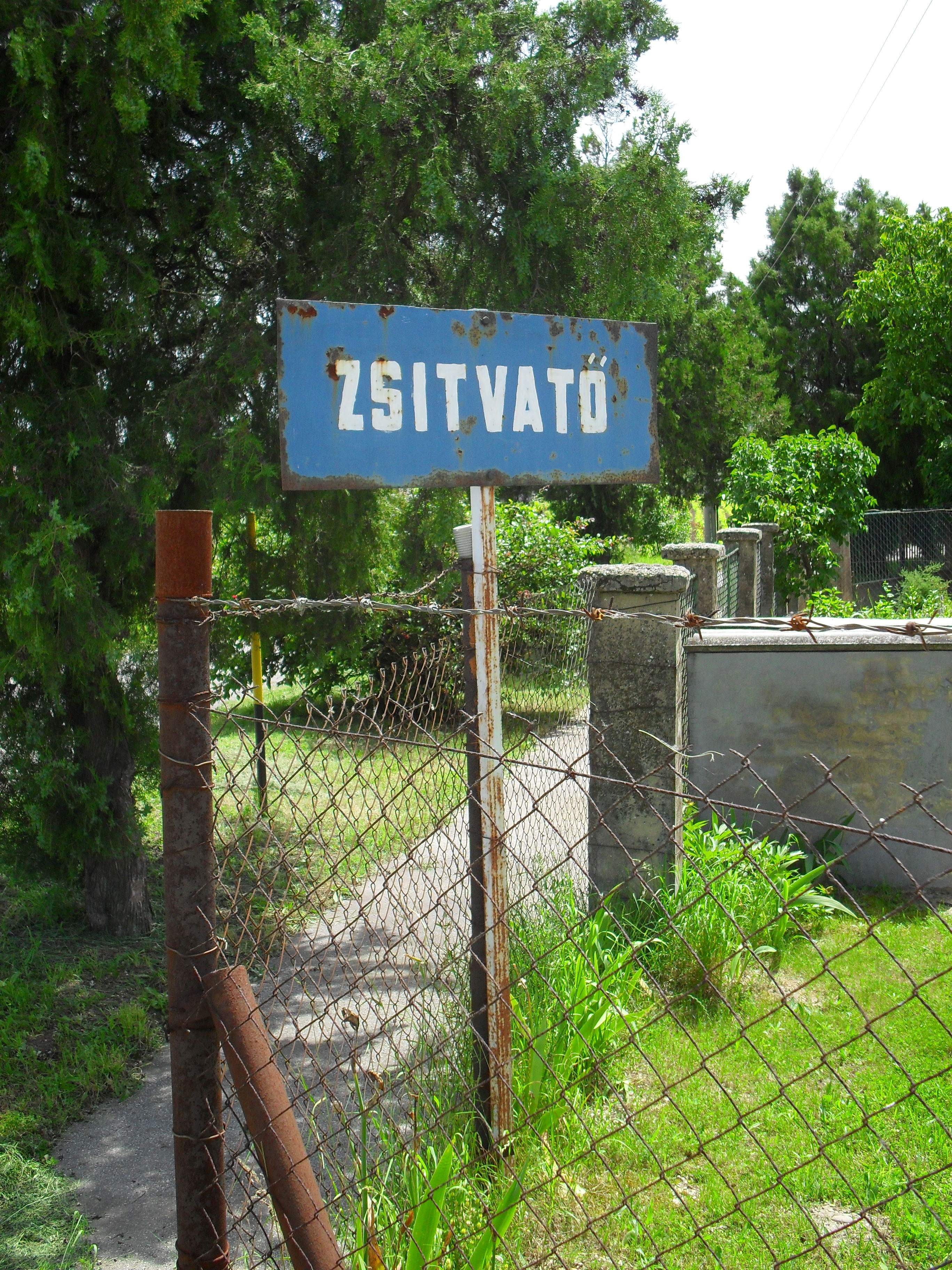
Pótlólag kihelyezett magyar nyelvű helységnévtábla az 1990-es évekből
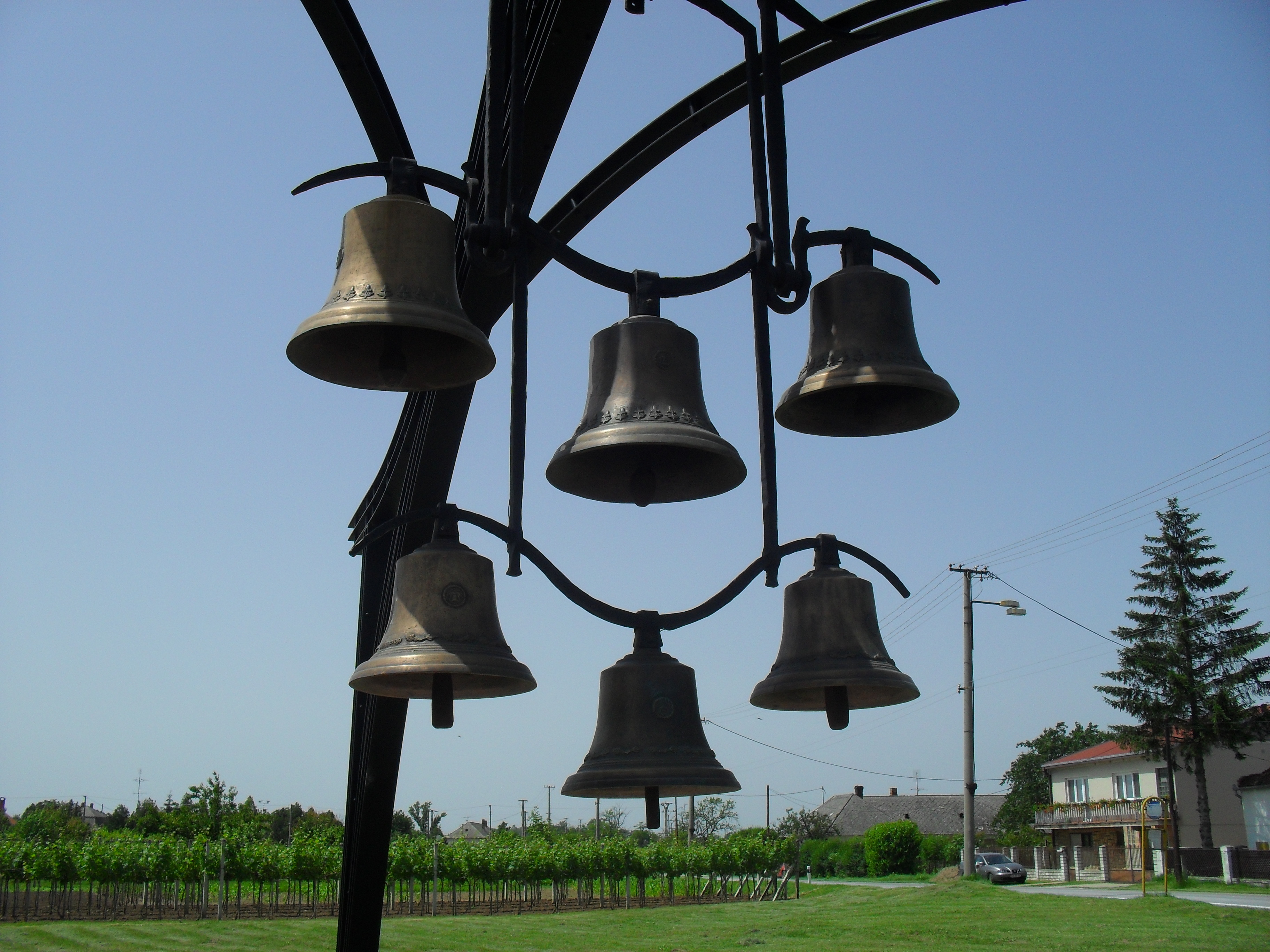
Zsitvatoroki béke emlékműve – részlet
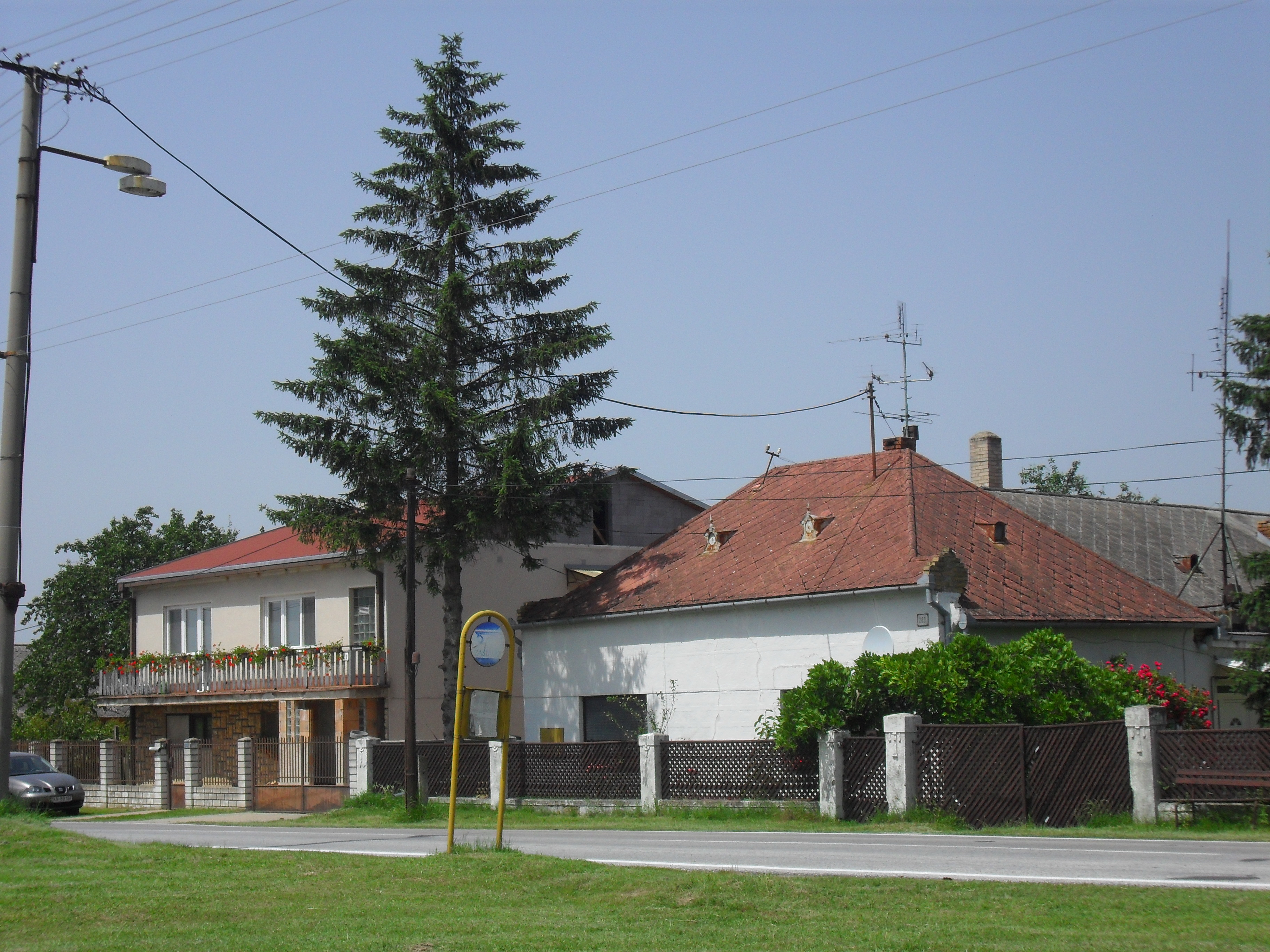
Zsitvatői részlet
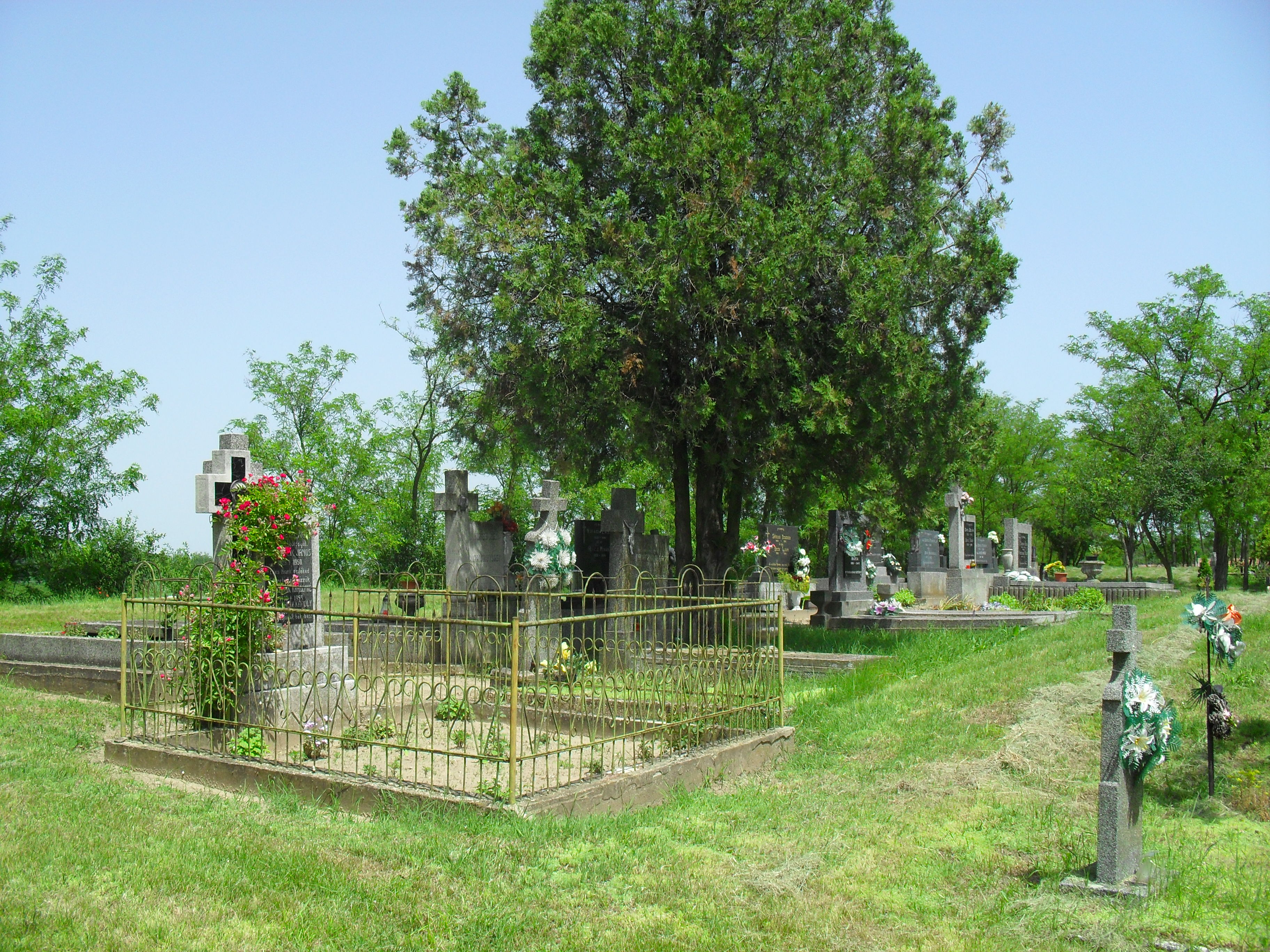
Temető – részlet
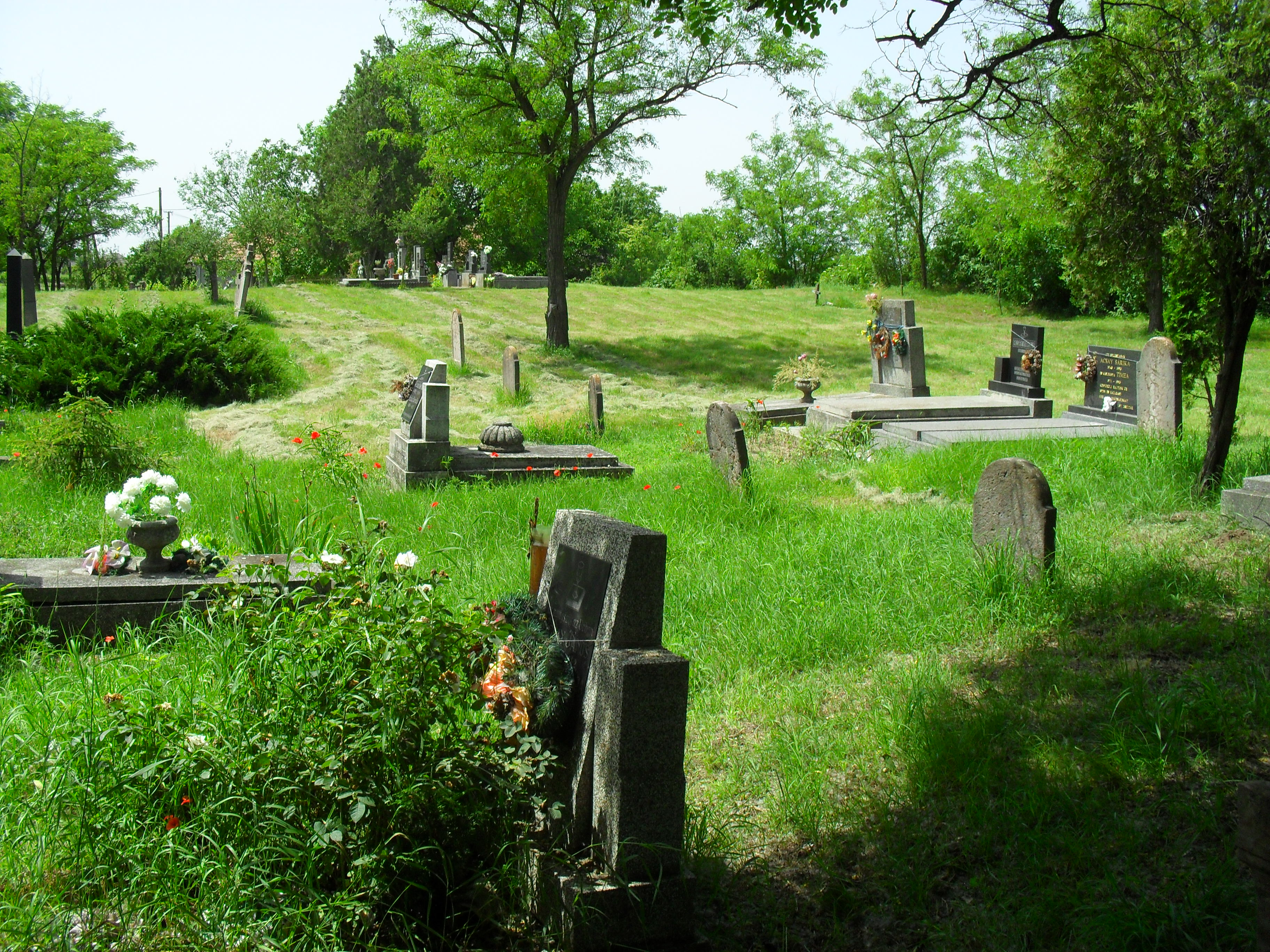
Temető – részlet
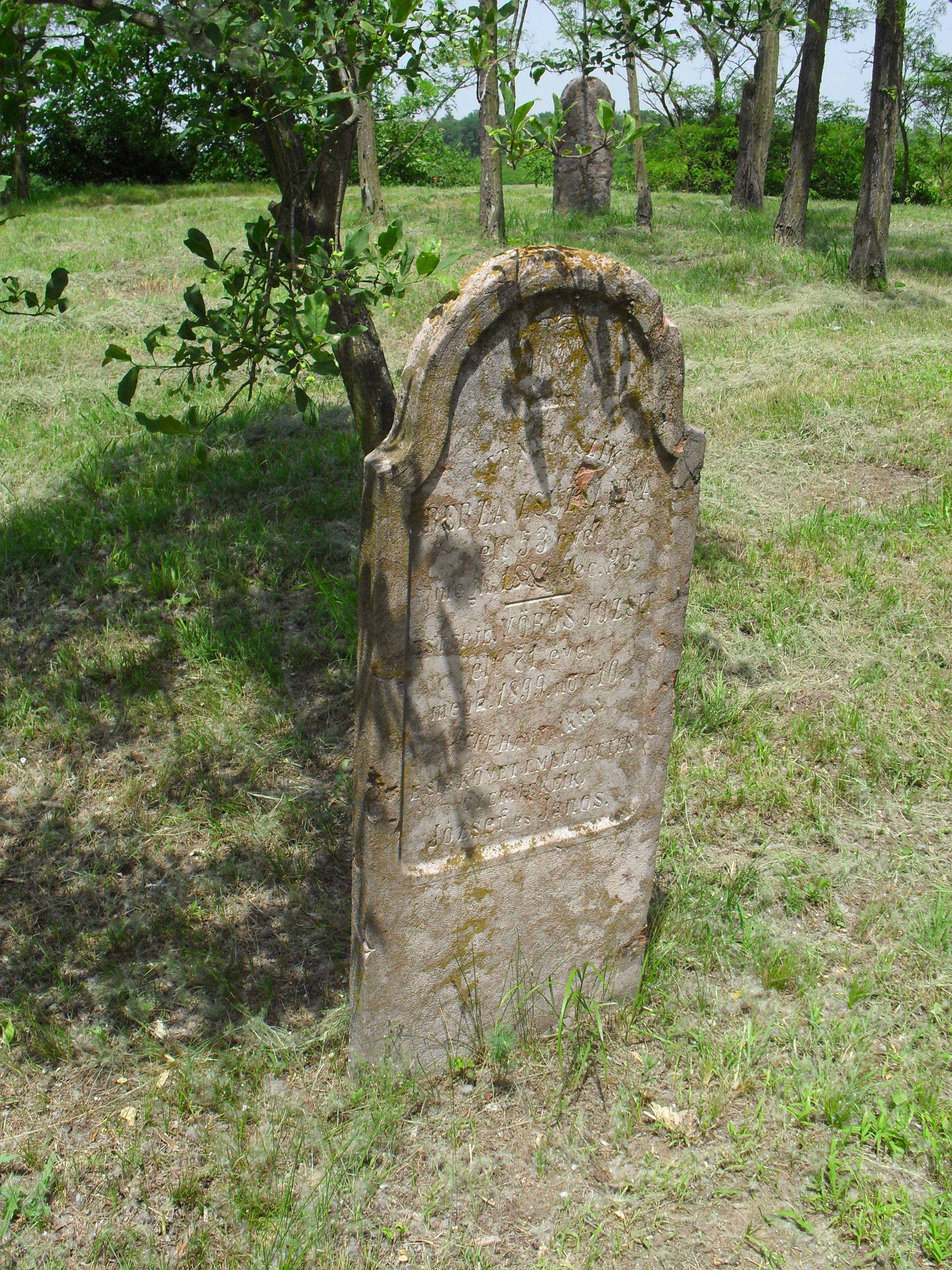
19. századi sírkő a temetőben
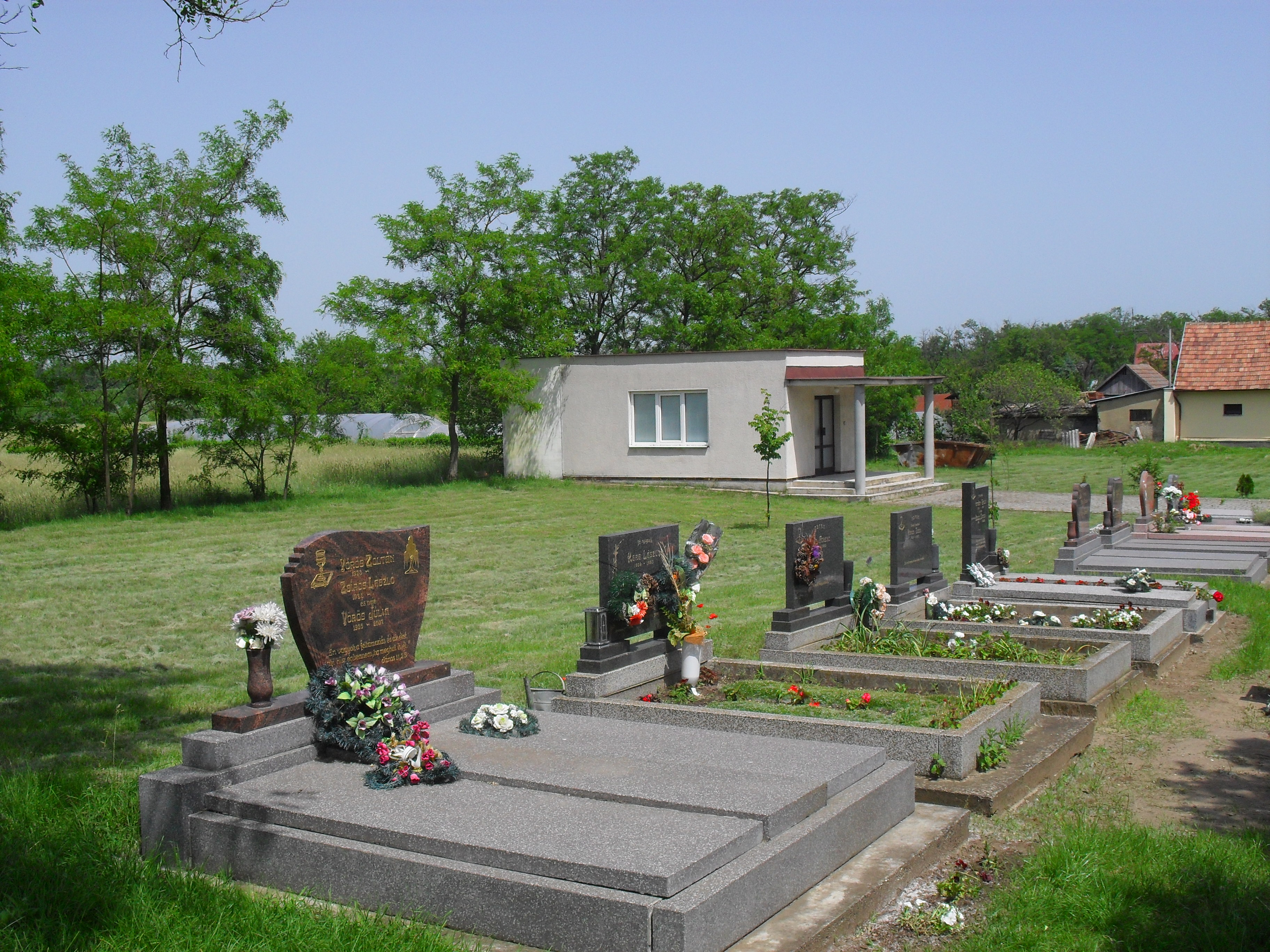
Ravatalozó
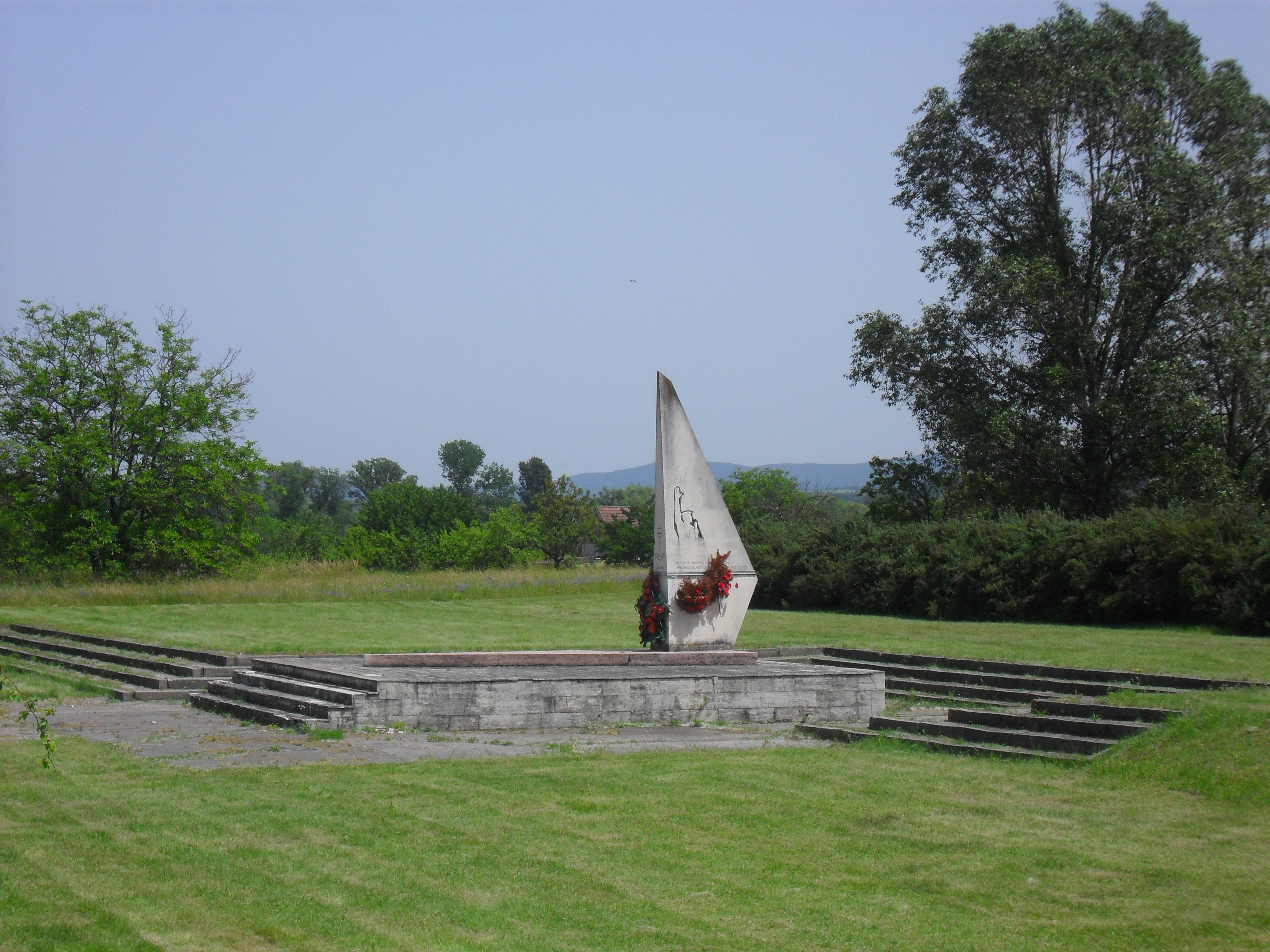
Szovjet partraszállási emlékmű
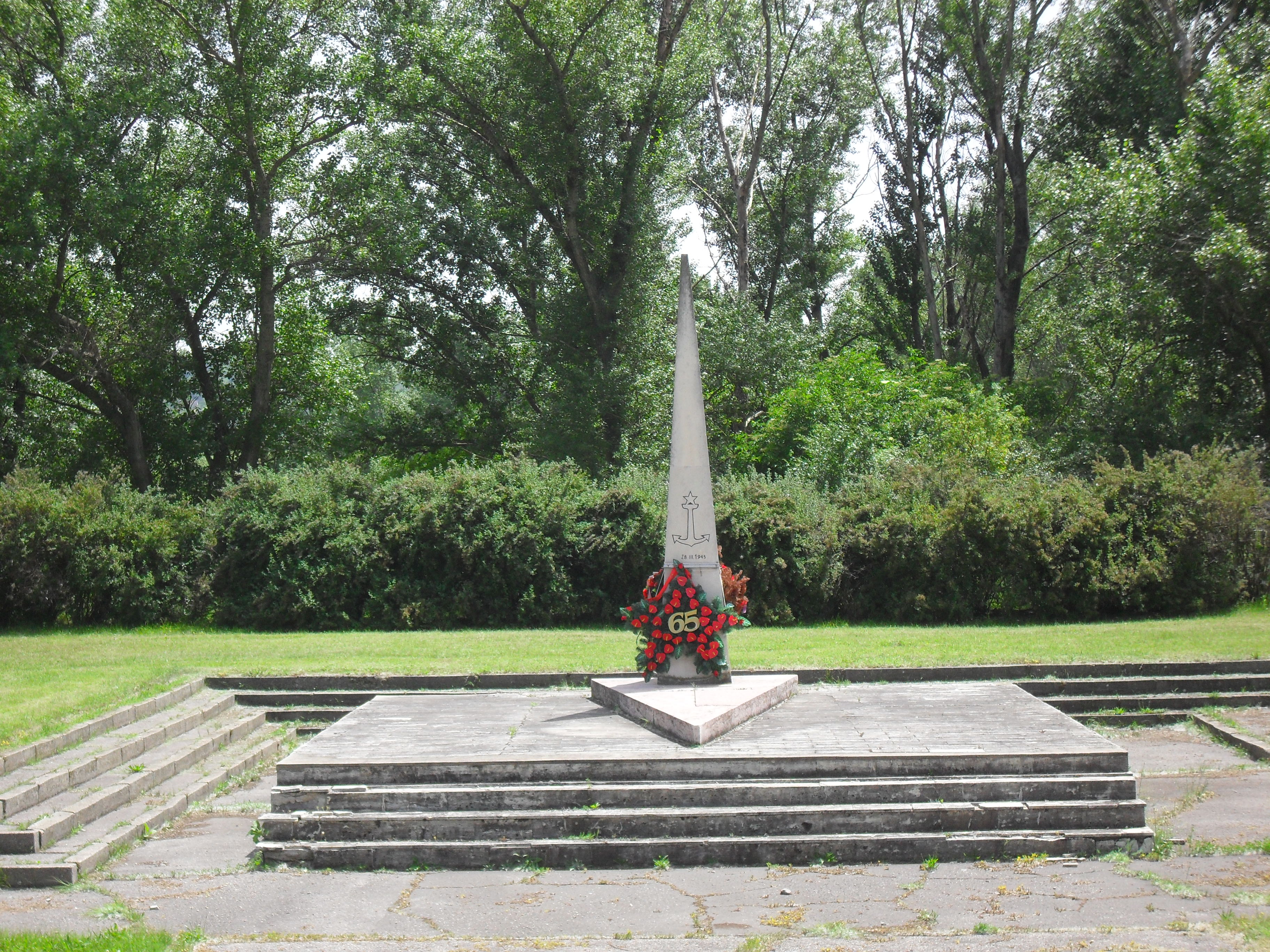
Szovjet partraszállási emlékmű

## Külső hivatkozások
- E-obce.sk Archiválva 2009. szeptember 19-i dátummal a Wayback Machine-ben
- Zsitvatő Szlovákia térképén[halott link]
- Zsitvatorok vízrajza - Dunai Szigetek